# Burga (stacja kolejowa)
Burga (ros. Бурга) – stacja kolejowa w miejscowości Burga, w rejonie małowiszerskim, w obwodzie nowogrodzkim, w Rosji. Położona jest na linii Petersburg – Moskwa.

## Historia
Stacja powstała w XIX w. na Kolei Mikołajewskiej, pomiędzy stacjami Małaja Wiszera i Wieriebje.